# Défonce

Exemple de défonce. Un défaut de superposition au repérage (gauche) et l'emploi de grossi (droite)

La défonce est une technique d’impression appliquée aux objets graphiques traités en séparation de couleurs, consistant à évider une couche pour mieux en faire apparaître une autre, cela afin d’empêcher le recouvrement des couches par synthèse soustractive. Bien que la défonce s’applique généralement au texte, cette technique peut se déployer sur tout objet graphique traité en séparation de couleur. La défonce s’oppose à la technique du recouvrement.

## Application
La défonce s’applique à un objet graphique lorsque celui-ci doit se démarquer d'un autre objet graphique superposé. Un des exemples les plus parlants est l'ajout de texte directement par-dessus une image photographique : pour éviter de fondre la couche du texte dans les couches de la photographie, la défonce consiste à évider la zone de texte des autres couches. La majorité des logiciels de PAO gèrent automatiquement la défonce.
Il faut privilégier le recouvrement à la défonce dans les cas où les deux objets graphiques ont un contraste fort (texte foncé sur fond clair) afin de renforcer la valeur de l'objet le plus foncé. Inversement la défonce est conseillée pour des objets graphiques avec une valeur de contraste proche (par exemple  : texte coloré vif sur fond noir ou coloré).
Avec l’utilisation de défonces, au repérage, lorsque la superposition des films de séparation n'est pas parfaite, apparaissent des liserés blancs (ou réserves) sur le contour des objets. Pour empêcher l'apparition de ces liserés, deux techniques de défonce apparaissent, le « grossi » et le « maigri ».

## Grossi et maigri
Grossi et maigri sont deux manières de traiter le problème d’apparition des réserves dues à la défonce. Dans les deux cas il s’agit d’appliquer un léger recouvrement des contours des objets. Ce léger recouvrement peut varier de 0,1 pt à 0,5 pt suivant les cas.
La différence entre grossi et maigri est relative : le grossi laisse déborder les contours de l’objet du premier plan par rapport au fond 
et le maigri est une absorption de l’objet au premier plan par le fond. Le tout étant de savoir ce que l’on place au premier plan.
L’usage de la défonce se faisant essentiellement avec du texte, on parle de « grossi » lorsqu’un texte vient recouvrir le fond et de « maigri » lorsque le texte est recouvert par le fond. Dans ces deux cas, le texte et le fond ont une fine frange commune. Bien que cela soit de l’ordre du détail, le texte est visuellement plus gras en cas de grossi et plus léger en cas de maigri. L’objectif de l’imprimeur avec le grossi et le maigri est de rendre la défonce la moins visible possible à l’œil.